# 八戸市多賀多目的運動場
八戸市多賀多目的運動場（はちのへしたがたもくてきうんどうじょう）は、青森県八戸市にある、球技場を主体とした多目的施設。

## 建設の経緯
2011年（平成23年）3月11日に発生した東北地方太平洋沖地震（東日本大震災）では、八戸市においても大きな津波の被害を受けた。このことを踏まえ、八戸市は2013年（平成25年）9月、津波による住家被害が市内で最も大きかった八戸市市川町多賀地区の活力を創出するため、また最大クラスの津波から逃げ遅れた避難者が被災を免れることを目的として、多目的運動場と日常機能を有する一時避難施設である津波避難複合施設と一体的に整備することを発表し、基本構想を公表した。具体的には、県道八戸百石線沿い、奥入瀬川と五戸川に挟まれたエリアに、「主としてサッカー競技施設として整備」されるというもので、多目的運動場の管理等と一体的に津波避難複合施設（コミュニティセンター、多目的スペースなどを有する施設）を整備する、というものである。
2013年（平成25年）10月から基本設計の公募型プロポーザルを実施し、2014年（平成26年）3月に基本設計を策定。翌2014年（平成26年）3月には実施設計を実施した。基本設計で明らかにされていた多目的運動場の仕様では、八戸に本拠地を置くヴァンラーレ八戸のJ3リーグ加盟と日本プロサッカーリーグ（Jリーグ）公式戦の開催を念頭に、『J3スタジアム要件』を満たすスタジアムとして整備することが明記されている。
その後、実施設計と用地の買収を行い、2014年度に造成に着手、2015年から本工事に着手した。2016年6月末の整備進捗率は85％となっていた。2016年10月2日にオープニングセレモニーとこけら落としとなる第18回日本フットボールリーグ（JFL） 2ndステージ第11節・ヴァンラーレ八戸vsMIOびわこ滋賀が行われ、ヴァンラーレ八戸のクラブ史上最多となる5,028人の観衆を集めた。

## 施設概要
施設の主な数値は基本設計、および実施設計に基づく。
プライフーズスタジアム（天然芝球技場）
- 日本サッカー協会（JFA）基準を満たす天然芝フィールド（フィールドサイズ125m×84.5m、ピッチサイズ105m×68m）。
- メインスタンドは1層式で全席個席（収容人員1000人程度）、サイドスタンド・バックスタンドは芝生席。全体での収容人員は5,200人。屋根は設けられていない。
- 大型映像装置（三菱電機製オーロラビジョン）が設置されている。
- 当初、照明は整備されていなかったが、将来の設置を見越してそのためのスペースが確保されていた。スタジアムのJ3開催基準を満たすべく2022年6月までの設置が求められていることから、八戸市が照明設備を設置する方針を固めた事が2020年3月3日に報道された。同年6月10日に八戸市は施工業者と工事に関する仮契約を締結、市議会の承認を得て同月より工事に着手。2021年3月に設置工事が完了、4月より供用開始。同年7月10日のJ3リーグ第15節・ヴァンラーレ八戸対カマタマーレ讃岐戦が初のナイター開催となった。
- 開場時から施設命名権が導入されている。
  - 2019年までは青森市に本社を置くダイハツ工業系のカーディーラー・青森ダイハツモータースが取得し「ダイハツスタジアム」（略称「ダイスタ」）の呼称を用いていた。契約料は年額206万円（消費税及び地方消費税別）で、契約期間は2016年10月1日から2019年12月31日まで。
  - 2020年からは、八戸市に本社を置く食品メーカーのプライフーズが命名権を取得し「プライフーズスタジアム」（通称「プラスタ」）の呼称が用いられている。契約金額は年額350万円（消費税及び地方消費税別）で、契約期間は2020年1月1日から2024年12月31日まで。
  - 2024年8月1日、八戸市よりプライフーズとの契約期間更新が発表された。期間は2025年1月1日から2029年12月31日までで、契約金額は年間440万円（税込）。

- 当球技場の開場後、ヴァンラーレ八戸は全てのホームゲームやトレーニングマッチを当地で開催しているほか、2018年シーズンは同じ青森県を本拠地とするラインメール青森FCもホームゲームの一部を当球技場にて開催。同年9月24日には青森県内では初めてとなるなでしこリーグ1部の公式戦・マイナビベガルタ仙台レディース - INAC神戸レオネッサ戦を開催した。2020年9月16日には、当球技場で初のサッカー天皇杯が開催され、ラインメール青森（青森県代表）と札幌大学サッカー部（北海道代表）が1回戦を競った。
- 2021年途中からフィールドの芝生の間に雑草スズメノカタビラが繁殖し、10月時点では視認可能な程度に広がっており、放っておけば更に増殖するため、除草剤を散布し新たな芝生の種を植えた。ただし芝生の繁茂は2022年のJ3リーグ開幕には間に合わず、同年5月ごろとなった。

管理棟兼津波避難施設
RC造4階建て。天然芝球技場のメインスタンド中央（敷地全体のほぼ中央）に建つ。通常はスタジアムの管理棟として1階に更衣室、3階に放送席・記者席・運営本部室を確保するほか、4階に集会室を備えコミュニティセンターとしても活用する。
津波災害発生時には津波避難施設として、4階の集会室が一時避難所となるほか、4階に情報収集・応急処置スペース、備蓄倉庫を有する。4階には屋外階段（非常時に開錠）を使って、外部から直接出入りできる計画としている。
多目的グラウンド（人工芝）
- JFA公認ロングパイル人工芝の採用を想定したフィールド（フィールドサイズ123m×83m、ピッチサイズ105m×68m）
- 観客席はサイドスタンドのみ（芝生席）。
- スコアボードは移動式。
- 東北大会レベルに対応できる照明設備（水平面照度200Lx）を設ける。

## アクセス
- 八戸駅から車で約25分[25]
- 本八戸駅バス停より八戸市営バス「多賀台団地」行きで「市川」下車、徒歩5分[25]
- 八戸自動車道八戸北ICより約10分[25]

## 周辺
- 多賀台団地
- 八戸市立多賀小学校
- 浜市川保育園
- 奥入瀬川（八戸市とおいらせ町の境目となる）

## ギャラリー

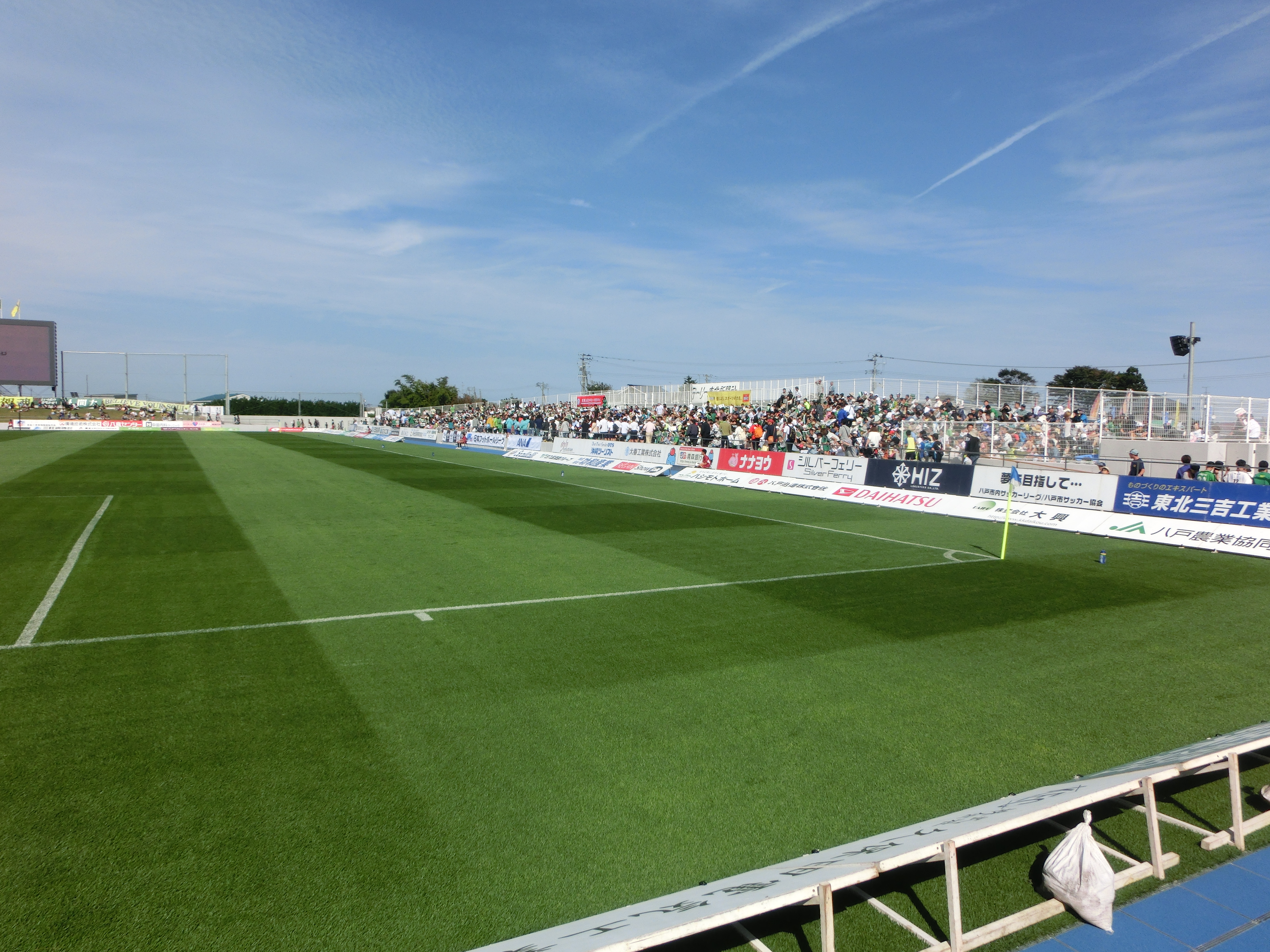
バックスタンド芝生席
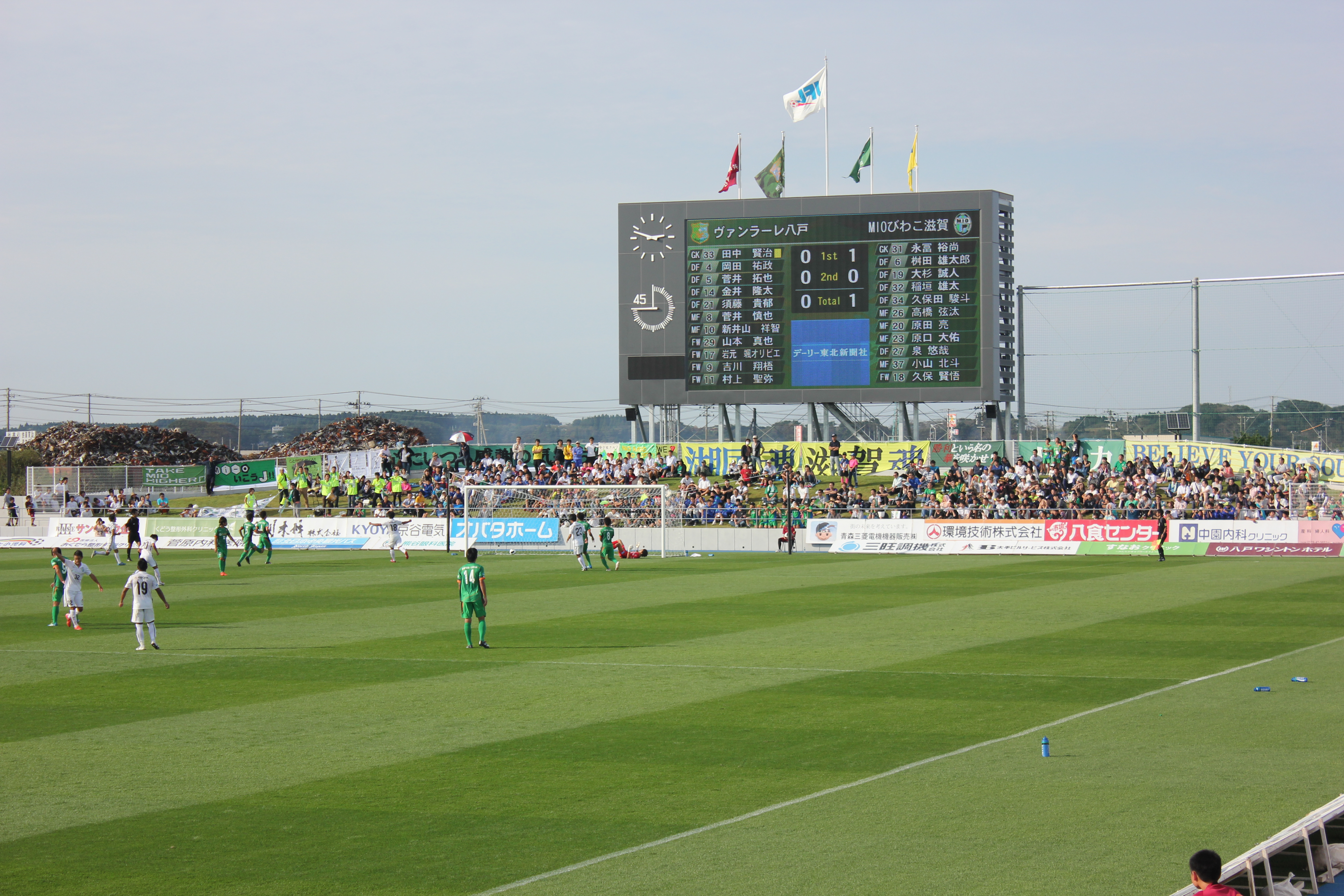
大型画像表示装置
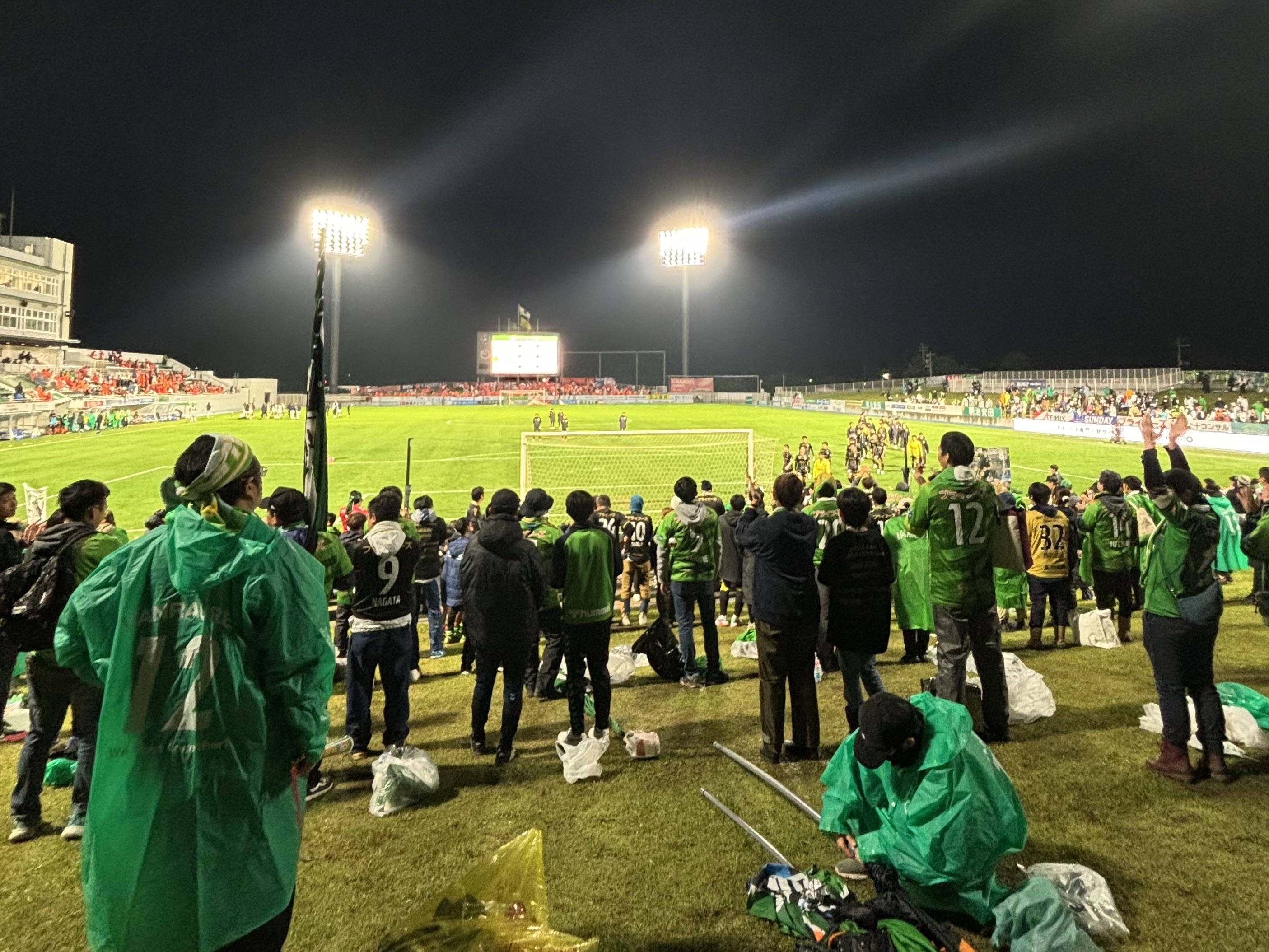
ナイター戦の様子

## 参考資料
- 八戸市（まちづくり文化スポーツ観光部スポーツ振興課） (28 August 2013). （仮称）多賀地区多目的運動場整備基本構想 (PDF) (Report). 2020年1月11日閲覧。
- 八戸市（まちづくり文化スポーツ観光部スポーツ振興課） (23 April 2014). （仮称）多賀地区多目的運動場整備基本設計 概要版 (PDF) (Report). 2020年1月11日閲覧。
- 八戸市（まちづくり文化スポーツ観光部スポーツ振興課） (3 March 2015). （仮称）多賀地区多目的運動場実施設計　概要版 (PDF) (Report). 2020年1月11日閲覧。